# Mittelhorst
Mittelhorst ist ein Wohnplatz der Gemeinde Lanz des Amtes Lenzen-Elbtalaue im Landkreis Prignitz in Brandenburg.

## Geografie
Der Ort liegt drei Kilometer südlich von Lanz und zehn Kilometer südöstlich von Lenzen, dem Sitz des Amtes Lenzen-Elbtalaue. Er befindet sich auf der Gemarkung des bewohnten Gemeindeteils Lütkenwisch.
Die Nachbarorte sind Lanz im Norden, Babekuhl, Bernheide und Bärwinkel im Nordosten, Jagel im Osten, Cumlosen und Müggendorf im Südosten, Wanzer, Klein Wanzer und Aulosen im Süden, Stresow, Lütkenwisch und Schnackenburg im Südwesten, sowie Wustrow im Nordwesten.

## Geschichte
1804 wurde Mittelhorst als eine zur Gemeinde Lütkenwisch gehörende Kolonie verzeichnet. Als Besitzer werden in diesen Aufzeichnungen die Gevetter von Möllendorf genannt. Die Einwohner waren zudem nach Cumlosen eingepfarrt und postalisch war der Ort über Perleberg zu erreichen.
Auf Beschluss des Rates der Gemeinde vom 15. Januar 1969 wurde die Gemeinde Lütkenwisch zusammen mit dem Gemeindeteil Mittelhorst an die Gemeinde Lanz angegliedert. Dieser Beschluss trat am 1. April 1969 in Kraft.